# Bahnstrecke Březnice–Strakonice
| Kursbuchstrecke (SŽ): | 203                  |                                                    |                                                    |
| Streckenlänge: | 49,117 km            |                                                    |                                                    |
| Spurweite: | 1435 mm (Normalspur) |                                                    |                                                    |
| Streckenklasse: | B2                   |                                                    |                                                    |
| Streckengeschwindigkeit: | 50 km/h              |                                                    |                                                    |
| |                      |                                                    |                                                    |
| \| \| \| von Zdice (vorm. Rakonitz–Protivíner Bahn) \| \| \| \| 0,000 \| Březnice früher Březnitz \| Březnice früher Březnitz \| \| \| \| nach Protivín (vorm. Rakonitz–Protivíner Bahn) \| \| \| \| 6,204 \| Hudčice früher Hudčitz \| Hudčice früher Hudčitz \| \| \| 8,855 \| Slavětín u Březnice \| Slavětín u Březnice \| \| \| \| vlečka ČEPRO \| \| \| \| 11,777 \| Bělčice früher Bělčitz \| Bělčice früher Bělčitz \| \| \| \| Závišínský potok \| \| \| \| 16,320 \| Závišín früher Zavěšín \| Závišín früher Zavěšín \| \| \| 20,188 \| Bezdědovice \| Bezdědovice \| \| \| 22,108 \| Blatná früher Blatna \| Blatná früher Blatna \| \| \| \| Lomnice \| \| \| \| \| nach Nepomuk (vorm. LB Strakonitz–Blatná–Březnitz) \| \| \| \| 26,171 \| Mačkov früher Čekanitz-Mačkov \| Mačkov früher Čekanitz-Mačkov \| \| \| 30,742 \| Sedlice früher Sedlitz bei Blatna \| Sedlice früher Sedlitz bei Blatna \| \| \| 31,851 \| Sedlice město \| Sedlice město \| \| \| 35,701 \| Rojice \| Rojice \| \| \| 37,178 \| Velká Turná früher Groß Turna \| Velká Turná früher Groß Turna \| \| \| 39,765 \| Radomyšl früher Radomischl \| Radomyšl früher Radomischl \| \| \| 41,20 \| Radomyšl zastávka früher Radomischl Haltestelle \| Radomyšl zastávka früher Radomischl Haltestelle \| \| \| 43,196 \| Domanice \| Domanice \| \| \| 46,158 \| Řepice früher Řepitz \| Řepice früher Řepitz \| \| \| \| Otava \| \| \| \| \| von České Budějovice (vorm. KFJB) \| \| \| \| 49,117 \| Strakonice früher Strakonitz \| Strakonice früher Strakonitz \| \| \| \| nach Plzeň hl. n. (vorm. KFJB) \| \| \| \| \| nach Volary (vorm. LB Strakonitz–Winterberg) \| \| |                      |                                                    |                                                    |
| Strecke |                      | von Zdice (vorm. Rakonitz–Protivíner Bahn)         | von Zdice (vorm. Rakonitz–Protivíner Bahn)         |
| Bahnhof | 0,000                | Březnice früher Březnitz                           | Březnice früher Březnitz                           |
| Abzweig geradeaus und nach links |                      | nach Protivín (vorm. Rakonitz–Protivíner Bahn)     | nach Protivín (vorm. Rakonitz–Protivíner Bahn)     |
| Haltepunkt / Haltestelle | 6,204                | Hudčice früher Hudčitz                             | Hudčice früher Hudčitz                             |
| Haltepunkt / Haltestelle | 8,855                | Slavětín u Březnice                                | Slavětín u Březnice                                |
| Abzweig geradeaus und von rechts |                      | vlečka ČEPRO                                       | vlečka ČEPRO                                       |
| Bahnhof | 11,777               | Bělčice früher Bělčitz                             | Bělčice früher Bělčitz                             |
| Brücke über Wasserlauf |                      | Závišínský potok                                   | Závišínský potok                                   |
| Haltepunkt / Haltestelle | 16,320               | Závišín früher Zavěšín                             | Závišín früher Zavěšín                             |
| Haltepunkt / Haltestelle | 20,188               | Bezdědovice                                        | Bezdědovice                                        |
| Bahnhof | 22,108               | Blatná früher Blatna                               | Blatná früher Blatna                               |
| Brücke über Wasserlauf |                      | Lomnice                                            | Lomnice                                            |
| Abzweig geradeaus und nach rechts |                      | nach Nepomuk (vorm. LB Strakonitz–Blatná–Březnitz) | nach Nepomuk (vorm. LB Strakonitz–Blatná–Březnitz) |
| Haltepunkt / Haltestelle | 26,171               | Mačkov früher Čekanitz-Mačkov                      | Mačkov früher Čekanitz-Mačkov                      |
| Bahnhof | 30,742               | Sedlice früher Sedlitz bei Blatna                  | Sedlice früher Sedlitz bei Blatna                  |
| Haltepunkt / Haltestelle | 31,851               | Sedlice město                                      | Sedlice město                                      |
| Haltepunkt / Haltestelle | 35,701               | Rojice                                             | Rojice                                             |
| Haltepunkt / Haltestelle | 37,178               | Velká Turná früher Groß Turna                      | Velká Turná früher Groß Turna                      |
| Bahnhof | 39,765               | Radomyšl früher Radomischl                         | Radomyšl früher Radomischl                         |
| Haltepunkt / Haltestelle | 41,20                | Radomyšl zastávka früher Radomischl Haltestelle    | Radomyšl zastávka früher Radomischl Haltestelle    |
| Haltepunkt / Haltestelle | 43,196               | Domanice                                           | Domanice                                           |
| Haltepunkt / Haltestelle | 46,158               | Řepice früher Řepitz                               | Řepice früher Řepitz                               |
| Brücke über Wasserlauf |                      | Otava                                              | Otava                                              |
| Abzweig geradeaus und von links |                      | von České Budějovice (vorm. KFJB)                  | von České Budějovice (vorm. KFJB)                  |
| Bahnhof | 49,117               | Strakonice früher Strakonitz                       | Strakonice früher Strakonitz                       |
| Abzweig geradeaus und nach rechts |                      | nach Plzeň hl. n. (vorm. KFJB)                     | nach Plzeň hl. n. (vorm. KFJB)                     |
| Strecke |                      | nach Volary (vorm. LB Strakonitz–Winterberg)       | nach Volary (vorm. LB Strakonitz–Winterberg)       |

Die Bahnstrecke Březnice–Strakonice ist eine regionale Eisenbahnverbindung in Tschechien, die ursprünglich von der Lokalbahn Strakonitz–Blatná–Březnitz als Lokalbahn Strakonitz–Březnitz erbaut wurde. Sie verläuft von Březnice (Březnitz) nach Strakonice (Strakonitz).
Nach einem Erlass der tschechischen Regierung ist die Strecke seit dem 20. Dezember 1995 als regionale Bahn („regionální dráha“) klassifiziert.

## Geschichte

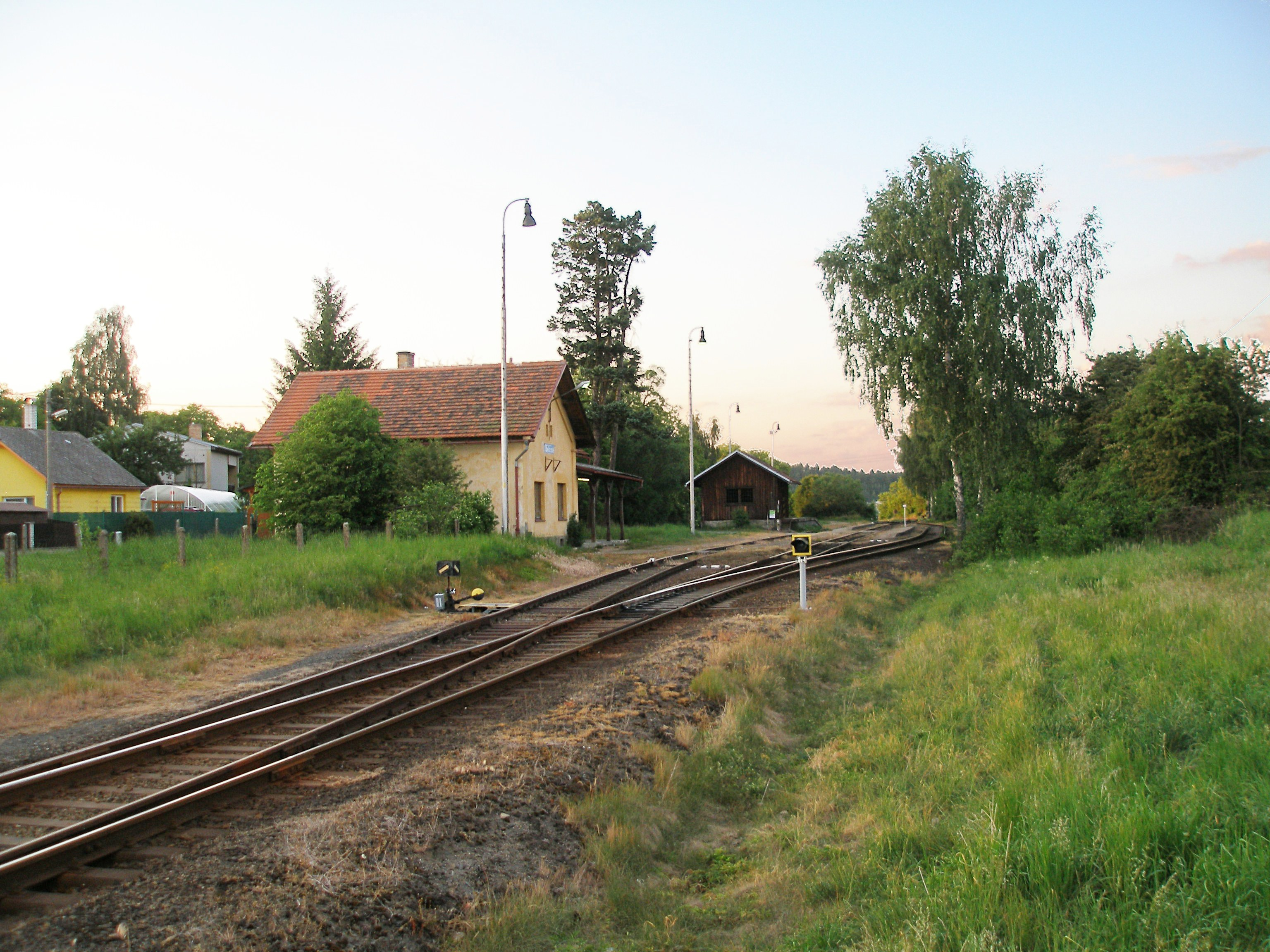
Bahnhof Bělčice (2012)

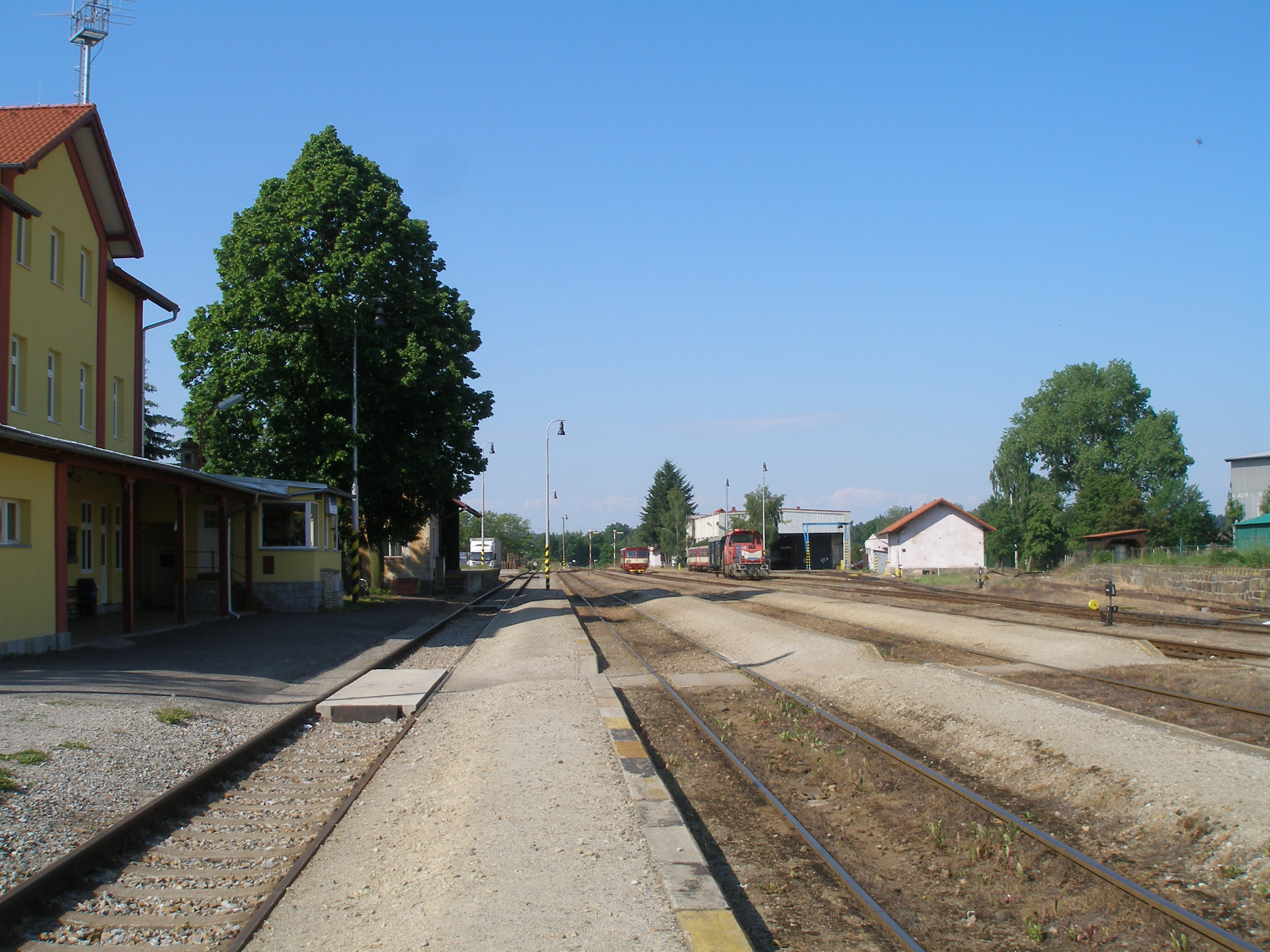
Bahnhof Blatná (2012)

Die Konzession für die Lokalbahn Strakonitz–Březnitz erhielten die Gründer der Lokalbahn Strakonitz–Blatná–Březnitz am 21. September 1896. Eröffnet wurde die Strecke am 11. Juni 1899. Den Betrieb führten die k.k. Staatsbahnen (kkStB) für Rechnung der Eigentümer aus.
Im Jahr 1912 wies der Fahrplan der Lokalbahn drei gemischte Zugpaare 2. und 3. Klasse aus. Sie benötigten für die 50 Kilometer lange Strecke etwa zwei Stunden.
Nach dem Zerfall Österreich-Ungarns im Oktober 1918 ging die Betriebsführung an die neu gegründeten Tschechoslowakischen Staatsbahnen (ČSD) über. Mit der Verstaatlichung der Lokalbahngesellschaft gehörte ab 1. Jänner 1925 auch die Infrastruktur zum Netz der ČSD.
Mit dem Einsatz moderner Motorzüge kam es Ende der 1920er Jahre zu einer signifikanten Fahrzeitverkürzung. Der Winterfahrplan von 1937/38 verzeichnete bis zu sieben Personenzugpaare 3. Klasse, die sämtlich als Motorzug verkehrten. Einer der Züge verkehrte im Durchlauf von und nach Zdice. Die Fahrzeit in der Relation Březnice–Strakonice betrug etwa 90 Minuten.
Im Zweiten Weltkrieg lag die Strecke zur Gänze im Protektorat Böhmen und Mähren. Betreiber waren jetzt die Protektoratsbahnen Böhmen und Mähren (ČMD-BMB). Am 9. Mai 1945 kam die Strecke wieder vollständig zu den ČSD.
Als Neuerung verkehrte ab 1951 ein mit Triebwagen geführter Schnellzug zwischen Prag und Vimperk, der die Strecke Březnice–Strakonice mit vier Zwischenhalten in 70 Minuten bewältigte. Diese direkte Zugverbindung zwischen der tschechoslowakischen Hauptstadt und dem Böhmerwald wurde erst in den 1990er Jahren wieder aufgegeben.
Am 1. Januar 1993 ging die Strecke im Zuge der Auflösung der Tschechoslowakei an die neu gegründeten České dráhy (ČD) über. Seit 2003 gehört sie zum Netz des staatlichen Infrastrukturbetreibers Správa železniční dopravní cesty (SŽDC).
Im Fahrplan 2012 wird die Strecke täglich im Zweistundentakt von Personenzügen bedient. Werktags verdichten weitere Züge den Fahrplan zu einem teilweisen Einstundentakt.